# Локтіонов Андрій В'ячеславович
Андрій Локтіонов (рос. Андре́й Вячесла́вович Локтио́нов; нар. 30 травня 1990, Воскресенськ) — російський хокеїст, центральний нападник клубу КХЛ «Спартак» (Москва). Гравець збірної команди Росії.
Володар Кубка Стенлі.

## Ігрова кар'єра
Уродженець Воскресенська та вихованець місцевого «Хіміка». Згодом продовжив тренування в системі московського «Спартака».
Хокейну кар'єру розпочав на батьківщині 2007 року виступами за команду «Локомотив» (Ярославль). 
2008 року був обраний на драфті НХЛ під 123-м загальним номером командою «Лос-Анджелес Кінгс». 
19 жовтня 2010 забив свій перший гол у матчі проти «Кароліна Гаррікейнс». У сезоні 2011-12 у складі «королів» стає володарем Кубка Стенлі. Чималу частину ігрової практики в складі «Кінгс» відіграв за фарм-клуб «Манчестер Монаркс» (АХЛ).
6 лютого 2013 року Локтіонова придбав «Нью-Джерсі Девілс» та продовжив виступи за фарм-клуб «Олбані Девілс».
5 березня 2014 року Андрій в рамках обміну між клубами перейшов до «Кароліна Гаррікейнс» у зворотньому напрямку перейшов Туомо Рууту. 1 липня 2014 став необмеженим вільним агентом.
28 листопада 2014 Локтіонов уклав контракт з клубом «Локомотив» (Ярославль).
У липні 2017 Андрій спробував ще раз закріпитись у складі «Лос-Анджелес Кінгс». 27 вересня 2017 він покинув тренувальний табір «королів» та повернувся до ярославського «Локомотива».
Після п'яти сезонів з «Локомотивом» Локтіонов, як вільний агент уклав конракт 1 травня 2019 року з клубом КХЛ «Металург» (Магнітогорськ).
1 травня 2020 року перейшов як вільний агент до команди ЦСКА (Москва). 28 травня 2021 року його обміняли до клубу «Амур», звідки його також обміняли вже до команди «Спартак» (Москва). 28 серпня він уклав із «спартаківцями» дворічний контракт.
Був гравцем юніорської збірної Росії, у складі якої брав участь у 13 іграх. Чемпіон світу серед юніорів 2007 року.
У складі національної збірної Росії учасник чемпіонатів світу 2013, 2014.

## Нагороди та досягнення
- Володар Кубка Джона Росса Робертсона в складі «Віндзор Спітфайрс» — 2009.
- Володар Меморіального кубку в складі «Віндзор Спітфайрс» — 2009.
- Чемпіон світу — 2014.
- Орден Пошани — 2014.

## Статистика

### Клубні виступи
| Сезон        | Клуб                       | Ліга         | Регулярний сезон | Регулярний сезон | Регулярний сезон | Регулярний сезон | Регулярний сезон | Плей-оф | Плей-оф | Плей-оф | Плей-оф | Плей-оф |
| Сезон        | Клуб                       | Ліга         | І                | Г                | П                | О                | ШХ               | І       | Г       | П       | О       | ШХ      |
| ------------ | -------------------------- | ------------ | ---------------- | ---------------- | ---------------- | ---------------- | ---------------- | ------- | ------- | ------- | ------- | ------- |
| 2007–08      | «Локомотив» (Ярославль)    | Суперліга    | 7                | 0                | 1                | 1                | 0                | 2       | 0       | 0       | 0       | 0       |
| 2008–09      | «Віндзор Спітфайрс»        | ОХЛ          | 51               | 24               | 42               | 66               | 16               | 20      | 11      | 22      | 33      | 2       |
| 2009–10      | «Манчестер Монаркс»        | АХЛ          | 29               | 9                | 15               | 24               | 12               | 16      | 1       | 8       | 9       | 2       |
| 2009–10      | «Лос-Анджелес Кінгс»       | НХЛ          | 1                | 0                | 0                | 0                | 0                | —       | —       | —       | —       | —       |
| 2010–11      | «Манчестер Монаркс»        | АХЛ          | 34               | 8                | 23               | 31               | 6                | —       | —       | —       | —       | —       |
| 2010–11      | «Лос-Анджелес Кінгс»       | НХЛ          | 19               | 4                | 3                | 7                | 2                | —       | —       | —       | —       | —       |
| 2011–12      | «Манчестер Монаркс»        | АХЛ          | 32               | 5                | 15               | 20               | 10               | —       | —       | —       | —       | —       |
| 2011–12      | «Лос-Анджелес Кінгс»       | НХЛ          | 39               | 3                | 4                | 7                | 2                | 2       | 0       | 0       | 0       | 0       |
| 2012–13      | «Манчестер Монаркс»        | АХЛ          | 37               | 7                | 15               | 22               | 6                | —       | —       | —       | —       | —       |
| 2012–13      | «Олбані Девілс»            | АХЛ          | 3                | 0                | 0                | 0                | 0                | —       | —       | —       | —       | —       |
| 2012–13      | «Нью-Джерсі Девілс»        | НХЛ          | 28               | 8                | 4                | 12               | 4                | —       | —       | —       | —       | —       |
| 2013–14      | «Нью-Джерсі Девілс»        | НХЛ          | 48               | 4                | 8                | 12               | 12               | —       | —       | —       | —       | —       |
| 2013–14      | «Кароліна Гаррікейнс»      | НХЛ          | 20               | 3                | 7                | 10               | 2                | —       | —       | —       | —       | —       |
| 2014–15      | «Локомотив» (Ярославль)    | КХЛ          | 26               | 9                | 6                | 15               | 10               | 6       | 0       | 1       | 1       | 2       |
| 2015–16      | «Локомотив» (Ярославль)    | КХЛ          | 56               | 8                | 14               | 22               | 32               | 5       | 0       | 1       | 1       | 4       |
| 2016–17      | «Локомотив» (Ярославль)    | КХЛ          | 58               | 12               | 15               | 27               | 18               | 15      | 4       | 8       | 12      | 0       |
| 2017–18      | «Локомотив» (Ярославль)    | КХЛ          | 25               | 8                | 6                | 14               | 6                | 9       | 1       | 1       | 2       | 2       |
| 2018–19      | «Локомотив» (Ярославль)    | КХЛ          | 49               | 16               | 25               | 41               | 26               | 10      | 0       | 2       | 2       | 0       |
| 2019–20      | «Металург» (Магнітогорськ) | КХЛ          | 60               | 3                | 10               | 13               | 16               | 5       | 0       | 2       | 2       | 2       |
| 2020–21      | ЦСКА (Москва)              | КХЛ          | 35               | 3                | 13               | 16               | 6                | 23      | 2       | 7       | 9       | 27      |
| 2021–22      | «Спартак» (Москва)         | КХЛ          | 31               | 8                | 8                | 16               | 8                | 5       | 2       | 1       | 3       | 2       |
| 2022–23      | «Спартак» (Москва)         | КХЛ          | 65               | 15               | 15               | 30               | 20               | —       | —       | —       | —       | —       |
| 2023–24      | «Спартак» (Москва)         | КХЛ          | 53               | 10               | 31               | 41               | 12               | 11      | 2       | 4       | 6       | 0       |
| Усього в НХЛ | Усього в НХЛ               | Усього в НХЛ | 155              | 22               | 26               | 48               | 22               | 2       | 0       | 0       | 0       | 0       |
| Усього в КХЛ | Усього в КХЛ               | Усього в КХЛ | 458              | 92               | 143              | 235              | 154              | 89      | 11      | 27      | 38      | 39      |

### Збірна
| Рік                | Команда            | Турнір             | Місце              | І  | Г | П | О  | ШХ |
| ------------------ | ------------------ | ------------------ | ------------------ | -- | - | - | -- | -- |
| 2007               | Росія              | ЮЧС18              | 1                  | 7  | 2 | 4 | 6  | 2  |
| 2008               | Росія              | ЮЧС18              | 2                  | 6  | 3 | 5 | 8  | 29 |
| 2013               | Росія              | ЧС                 | 6-е                | 7  | 0 | 1 | 1  | 0  |
| 2014               | Росія              | ЧС                 | 1                  | 1  | 0 | 0 | 0  | 0  |
| Юніорська збірна   | Юніорська збірна   | Юніорська збірна   | Юніорська збірна   | 13 | 5 | 9 | 14 | 31 |
| Національна збірна | Національна збірна | Національна збірна | Національна збірна | 8  | 0 | 1 | 1  | 0  |